# نزف فجائي
انسكاب أو نزف فجائي أو نزف فجائي غزير (بالإنجليزية: Apoplexy)‏ (وتَرجمتها السابقة: السكتة أو النقطة) هو النزف الذي يكون داخل عضو من الأعضاء وما يصاحب ذلك من أعراض. فعلى سبيل المثال، النزف الفجائي المبيضي (ovarian apoplexy) يُشير إلى النزيف الذي يحدث في المبيض.
كان مصطلح (Apoplexy) سابقًا يشير إلى ما يعرف اليوم باسم السكتة (stroke).‏ أما حاليًا، فلا يستعمل المتخصصون في مجال الرعاية الصحية هذا المصطلح، بل يخصصون موقع النزيف، مثل مخيخي أو مبيضي أو نخامي.

## المعنى التاريخي
منذ أواخر القرن الرابع عشر وحتى أواخر القرن التاسع عشر، كانت كلمة (Apoplexy) تعني أي نوع من أنواع الموت المفاجئ يبدأ بفقدان الوعي، خصوصًا الحالات التي سرعان ما يموت فيها الشخص في ثواني معدودات من فقدان الوعي. ويحتمل أن تكون كلمة (Apoplexy) قد استخدمت للدلالة على أعراض فقدان الوعي المفاجئ الذي يعقبه موت فوري بخلاف الموت الذي يأتي بعد صراع مع الأمراض. وكان مصطلح (Apoplexy) مستخدمًا في الماضي للدلالة على الموت القلبي المفاجئ وأم الدم المخية المنفتقة وأم الدم الأبهرية المنفتقة بل وحتى النوبة القلبية.

## النزف
يُعد مُصطلح (Apoplexy) غامضًا إذا ذكر منفردًا، لذلك فإنه يُقرن غالبًا مع صفةٍ بيانية لتوضيح مكان النزف. فمثلًا، إذا كان النزف في الغدة النخامية فإنه يُسمى النزف الفجائي النخامي (بالإنجليزية: pituitary apoplexy)‏، أما إذا كان النزف في الغدد الكظرية فإنه يسمى نزف فجائي كظري (بالإنجليزية: adrenal apoplexy)‏. تتضمن (Apoplexy) النزف في الغدد وما يصحب ذلك من مشاكل عصبية مثل الارتباك والصداع واختلال الوعي.